# Beijing Katong
Beijing Katong (xinès simplificat: 北京卡通, pinyin: Běijīng Kǎtōng, literalment 'Còmic de Beijing', en anglés: Beijing Cartoon) va ser una revista en paper dedicada al donghua. Publicada per Beijing Chuban Jituan, va aparéixer l'octubre del 1995 com una de les cinc publicacions de còmics aparegudes arran del Projecte 5155. Van publicar-se 130 números.
L'aparició de la revista va ser considerada com una de les 10 notícies més importants del món editorial xinés l'any 1995. A les seues pàgines s'han publicat autors com Yao Feila, Nie Jun, Yao Wei, Qiu Tian, Yao Ting, ANN, Xia Da, Meng Yu, Weng Chen i Jian Yi. La sèrie Meng Liren, de Yao Feila, va esdevenir la primera sèrie de manhua en ser adaptada a la televisió.
Va desaparèixer el 20 d'abril de 2006, fet que provocà un intens debat a internet. El 2009 es va anunciar un rellançament, reenfocada cap a una audiència més jove. També se n'han publicat números commemoratius, en format digital.